# Habib Shartouni
Habib Tanious Shartouni (24 de abril de 1958; en árabe: حبيب طانيوس الشرتوني) es un exmiembro del Partido Social Nacionalista Sirio (PSNS) y responsable, junto con Nabil Farah al-Alam, del asesinato del político, comandante de las Fuerzas Libanesas y presidente electo del Líbano, Bashir Gemayel.

## Primeros años
Habib Shartouni nació un 24 de abril de 1958, en la pequeña ciudad de Chartoun, Aley, en el Líbano. Shartouni es un cristiano católico maronita, hijo de una familia de buenas condiciones económicas, tenía dos hermanos. A inicios de la década de 1970, sus padres lo convencieron de partir a Chipre y luego a Francia, para terminar sus estudios en una universidad de París. Allí obtuvo un título en negocios.

### Entrada al PSNS
Shartouni decidió afiliarse al Partido Social Nacionalista Sirio (PSNS) cuando aún estaba en el Líbano, poco antes del comienzo de la sangrienta guerra civil en su país natal. Cuando estalló el conflicto en 1975, Habib Shartouni se prestó como voluntario para servir en una de las estaciones del partido en el distrito de Aley. Esto fue interrumpido por la partida de Shartouni a Francia para terminar sus estudios, como se mencionó anteriormente. Cuando regresó al Líbano temporalmente en 1977, su participación en el PSNS se hizo oficial, y desde entonces se convirtió en un miembro activo.
Cuando regresó a Francia, comenzó a asistir a reuniones secretas del partido en París, donde conoció a Nabil al-Alam, un alto rango del PSNS, quien sería actor clave en el asesinato de Bashir Gemayel.

## Asesinato de Bashir Gemayel
Véase también: Bashir Gemayel#Asesinato
Al completar sus estudios en Francia, Shartouni regresó al Líbano, y se acercó aún más a Nabil al-Alam. Habib Shartouni vivía con su hermana en la casa de su abuelo, en el barrio de Achrafieh, en el tercer piso del edificio usado por el partido Falanges Libanesas, de Bashir Gemayel, para sus reuniones semanales. Nabil al-Alam sabía esto, y por lo tanto, le proporcionó un aparato sofisticado de explosivos japoneses a Habib Shartouni, dándole un detonador que escondió en el hogar de su tía, en Nasra, a unos pocos kilómetros de distancia. Según la inteligencia libanesa, los explosivos llegaron desde Bulgaria. La noche anterior, el 13 de septiembre de 1982, Shartouni colocó alrededor de 200 kilogramos de explosivos dentro de la oficina de reuniones de las Falanges Libanesas, en donde Bashir estaría dando su discurso el día siguiente.
El día siguiente, el 14 de septiembre de 1982, Shartouni entró al edificio, se quedó toda la tarde esperando a que llegaran Bashir y sus partidarios, y después le pidió a su hermana que saliera del edificio. Tras esto, salió del edificio hacia Nasra, donde había escondido el detonador. Diez minutos después de que Bashir comenzó a dar su discurso, a las 4:10 PM, Habib Shartouni presionó el detonador, causando una gran explosión.

## Arresto
La explosión mató al presidente electo Bashir Gemayel y a 26 miembros de las Falanges. Dos días después, Shartouni regresó para ver si su hermana estaba bien, lo que desembocó en su arresto por las Fuerzas Libanesas. Nabil al-Alam huyó a Siria y desapareció. Habib Shartouni, quien tenía 24 años en la época, declaró que Bashir era un "traidor" que "vendió el país a Israel".

Yo, Habib Shartouni, y yo, en mi capacidad legal, reconozco que cumplí el juicio del pueblo contra el traidor Bashir Gemayel, y no me arrepiento. Al contrario, si vuelve, lo mataré. Para cada traidor hay un Habib, y les traigo buenas noticias, que hay mil, miles, para cada agente [israelí] en mi patria.
Confesión de Habib Shartouni

Como venganza por el asesinato, miembros de las Falanges Libanesas y las Fuerzas Libanesas bajo el mando de Elie Hobeika cometieron la Masacre de Sabra y Chatila, además de matar a varios familiares de Habib Shartouni.
El hermano mayor de Bashir, Amin Gemayel, le sucedió como presidente del Líbano tras su muerte.
Habib Shartouni pasó ocho años en la Prisión de Roumieh sin un juicio oficial, hasta que fue liberado por el Ejército Sirio el 13 de octubre de 1990, poco antes del final de la guerra civil libanesa y durante el último esfuerzo de Siria para derrocar a Michel Aoun en la llamada Guerra de Liberación de 1989—1990. Actualmente se desconoce su paradero, probablemente en Siria.

## Juicio
El 20 de octubre de 2017, 35 años después del asesinato, Habib Shartouni y Nabil al-Alam fueron condenados in absentia a muerte. La corte también despojó a Shartouni y al-Alam de sus derechos. Se cree que Alam ya falleció.